# Selham
Selham – wieś w Anglii, w hrabstwie West Sussex, w dystrykcie Chichester. Leży 18 km na północny wschód od miasta Chichester i 70 km na południowy zachód od Londynu.